# 擋不住的瘋情
《擋不住的瘋情》（英語：Can't Stop My Crazy Love for You）是一部1993年由韓偉達執導香港電影。由翁虹、任達華、尹揚明、王敏德和羅蘭主演，而其中翁虹、任達華、鄭恕峰（友情演出）等，均曾為亞洲電視藝員。

## 劇情
本片敍述神智古怪的電腦保安系統公司高層孫志輝（任達華飾），白天正常工作，夜晚和放假時则千方百計地想接觸電視台主持人黃潔怡（翁虹飾）。孫志輝為了得到黃潔怡，搬遷到她附近並偷窺，監察黃的一舉一動。富家公子霍查理（王敏德飾）和黄舉行定婚時，孫志輝殺死霍查理，黃潔怡和眾人目睹情況後悲傷。案發後，警察超哥（尹揚明 飾）和警隊查案並保護黃潔怡人身安全。黃潔怡也帮助調查來龍去脈，和超哥聯手對付孫志輝。但在混亂中，潔怡錯手殺死超哥，而孫志輝声稱殺死黃的姨妈（羅蘭飾）。潔怡最终私底下了結了孫志輝生命，但無法對霍查理之死釋懷。而警方也搜查孫志輝家中證物，帶走所有物件。

## 主要演員
| 角色       | 演員                     |
| 孫志輝     | 任達華 (粵語配音:朱子聰) |
| 黃潔怡     | 翁虹 (粵語配音:何錦華)   |
| 何小姐     | 羅蘭                     |
| 超哥       | 尹揚明 (粵語配音:陳永信) |
| 霍查理     | 王敏德 (粵語配音:陳欣)   |
| 郭先生     | 鄭恕峰                   |
| 黃潔怡影迷 | 林超榮                   |

## 製作
該片由金力電影製作有限公司拍攝，於1992年12月初進行拍攝至1993年1月底止。

## 外部連結
- 互联网电影数据库（IMDb）上《擋不住的瘋情》的资料（英文）
- 香港影庫上《擋不住的瘋情》的資料（繁體中文）